# Интерактивный журнал
Интерактивный журнал — журнал, взаимодействующий с пользователем посредством сенсорного экрана. Даёт возможность передачи фото-, видео- и аудиоконтента, перехода по ссылкам и взаимодействия с социальными сетями. Был разработан для пользователей планшетных мобильных устройств на базе операционной системы iOS, Android и пр.
Первый в мире интерактивный журнал выпущен в 2010 году для пользователей iPad, был Time, на обложке которого красовался портрет Стива Джобса. Данный журнал был реализован на платформе, специально разработанной компанией Adobe — Digital Publishing Suite.
Событие стало знаменательным для всех трёх компаний, принимавших участие в проекте (редакция журнала Time, Adobe и Apple).
Пример интерактивного журнала Time наших дней ссылка.
Сейчас интерактивные публикации доступны пользователям, преимущественно, iPad, планшетов на базе OC Android и Amazon. Распространение происходит, в основном, через AppStore и PlayMarket.
Более 1200 публикаций по всему миру выходит в интерактивном формате.
Создаются данные журналы, в своем большинстве, с помощью инструментов программы Adobe InDesign и сервиса Adobe — Digital Publishing Suite.
Первым Российским сервисом для публикации интерактивных журналов стала платформа Napoleonit Publisher, выпустив одноимённую платформу в 2011 году. Через данную платформу публикуются такие издания как РБК, Хакер, Свой Бизнес, Cosmopolitan Russia, Esquire Russia, Men’s Health Russia, Натали Украина, World Economic Journal USA, Burda Russia, Популярная Механика, National Geographic Russia, Harvard Business Review Russia, Yoga Journal Russia и ещё более 200 журналов по всему миру.